# Marie-Madeleine de Brinvilliers

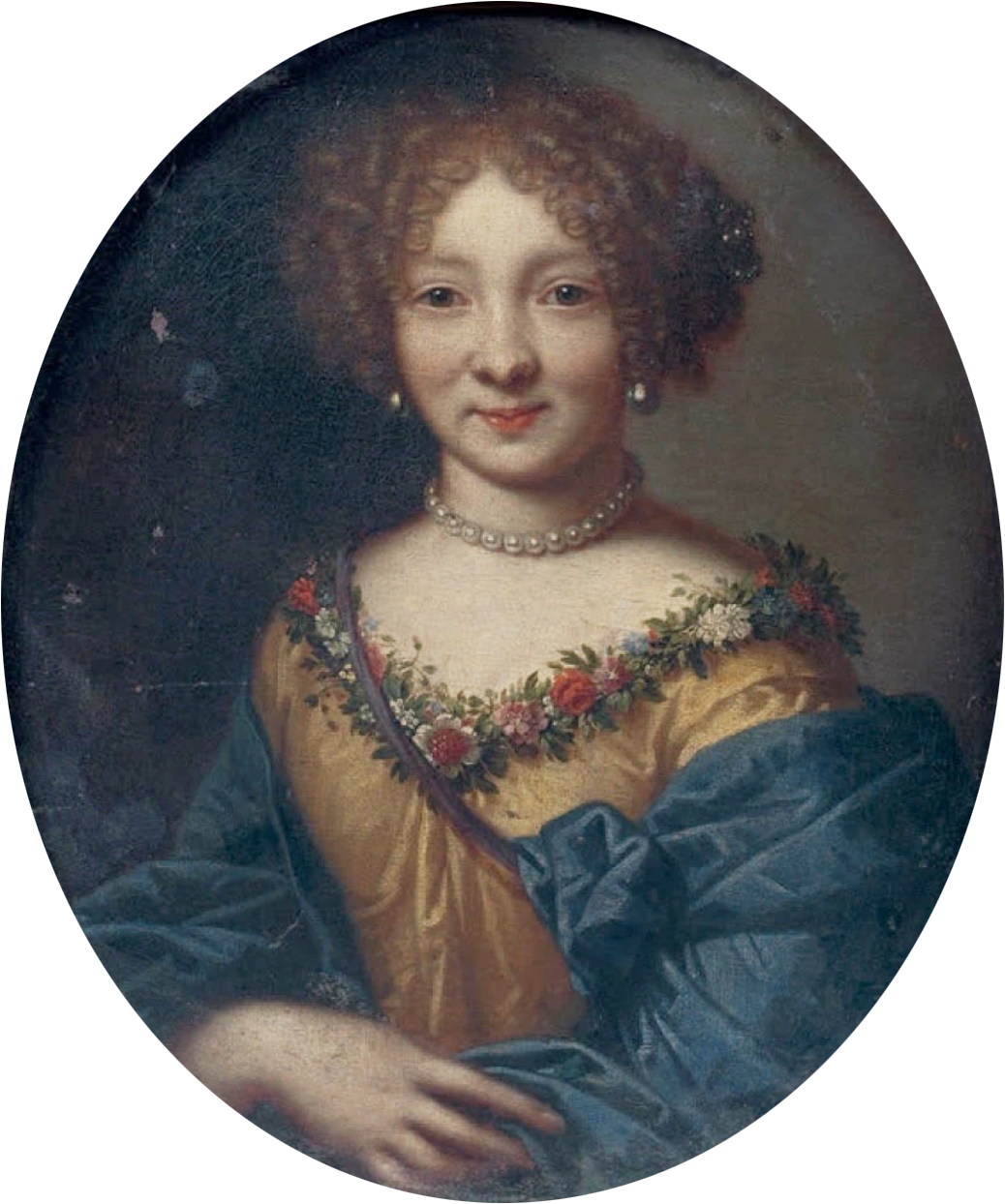
Porträt der Marquise de Brinvilliers, 17. Jahrhundert

Marie-Madeleine Marguerite d’Aubray, Marquise de Brinvilliers (* 2. Juli 1630 in Paris; † 17. Juli 1676 ebenda) war eine französische Adelige und Mörderin. Sie war eine der bekanntesten Giftmörderinnen der Kriminalgeschichte. Verurteilt wurde sie wegen der Vergiftung ihres Vaters und ihrer zwei Brüder sowie des Versuchs, ihre Schwester zu ermorden. Diese Morde beging sie unter Mithilfe ihres Geliebten, des Chevaliers Godin de Sainte-Croix. Weitere Giftmorde und Mordversuche wurden ihr nachgesagt, aber nie stichhaltig bewiesen. Der Fall wurde vielfach künstlerisch aufgegriffen.

## Vorgeschichte
Marie Madeleine Marguerite d’Aubray entstammte einer reichen und angesehenen Adelsfamilie. Sie wurde als schön, charmant und geistreich beschrieben. Im Falle des Ablebens ihres Vaters, Antoine Dreux d’Aubray, hatte sie die Aussicht auf eine erhebliche Erbschaft, die allerdings mit ihren drei Geschwistern – zwei Brüdern und einer Schwester – zu teilen war.
Im Alter von 21 Jahren heiratete sie den Marquis Antoine Gobelin de Brinvilliers. Aus der Ehe gingen fünf Kinder hervor. Die Familie des Marquis war durch den flandrischen Wollhandel reich geworden. Er selbst war allerdings ein Verschwender, der sich zahlreiche Geliebte genommen haben soll, seiner Frau aber ebenfalls entsprechende Freiheiten einräumte. Wegen des verschwenderischen Lebensstiles des Marquis wurde es seiner Frau gestattet, ihr eigenes Vermögen gesondert zu verwalten.
Über ihren Mann lernte sie den Glücksritter Godin de Sainte-Croix kennen und begann eine Affäre mit ihm, die bis zu dessen Tod andauerte. Der Chevalier interessierte sich sehr für Alchemie und Chemie. Gleichzeitig befand sich auch dieser Geliebte der Marquise wegen seines Lebensstils dauernd in Geldnöten.
Der Vater der Marquise war gegen diese Affäre und veranlasste, dass der Chevalier am 19. März 1663 verhaftet und ein Jahr in die Bastille in Paris gesperrt wurde. Allerdings wurde Sainte-Croix insgesamt nur anderthalb Monate festgehalten und konnte anschließend wieder zur Marquise flüchten.
In der Bastille lernte Sainte-Croix einen gewissen Exili (auch Eggidi) kennen, einen gebürtigen Italiener, der angeblich in den Diensten der Königin Christine von Schweden gestanden und sich mit der Herstellung von Giften befasst haben soll. Ansonsten ist nur wenig über Exili bekannt, außer Gerüchten, dass er für Olimpia Maidalchini gearbeitet haben und Italien wegen einer Verurteilung verlassen haben soll. Von diesem erfuhr der Chevalier von einem Gift, das nach dem damaligen Wissensstand der Toxikologie nicht nachweisbar war; wahrscheinlich eine Verbindung des Arsenik. Dieses Gift wurde später als Eau admirable bekannt. Es kann sich aber auch um Vitriol, Quecksilberverbindungen, Opium oder Krötenfett gehandelt haben. Sainte-Croix brachte der Marquise die Herstellung des Giftes bei oder stellte es ihr zur Verfügung.

## Die Verbrechen

### Ermordung des Vaters
Die Marquise söhnte sich zunächst mit ihrem Vater aus und folgte ihm auf seinen Landsitz. Dort übernahm sie seine Betreuung, hielt weitere Personen von ihm fern, bereitete seine Speisen selbst zu und setzte sie ihm selbst vor. Dabei begann sie nach eigenem Eingeständnis, ihrem Vater über einen Zeitraum von acht Monaten etwa 30 Mal kleinere Dosen des Giftes zu verabreichen. Es stellten sich die Folgen einer chronischen Vergiftung ein, an der er schließlich in Paris am 10. September 1666 starb. Der Verdacht eines Giftmordes kam zu diesem Zeitpunkt nicht auf, weshalb eine Obduktion unterblieb.
Es wird angenommen, dass das Motiv in den Geldverlegenheiten der Marquise zu suchen sei oder dass zumindest auch die Rachsucht des Chevaliers de Sainte-Croix wegen seines Aufenthalts in der Bastille Motiv für diesen Mord war.

### Ermordung der Brüder
Sainte-Croix zwang die Marquise dazu, ihm zwei Schuldscheine in Höhe von 25.000 Livres und 30.000 Livres auszustellen. Um ihn befriedigen und weitere Kosten decken zu können, benötigte Marie Madeleine de Brinvilliers daher bald wieder Geld.
Um ihre Brüder beseitigen zu können, verschaffte sie einem gewissen Jean Stamelin, genannt La Chaussée, eine Stellung als Kammerdiener bei ihrem jüngeren Bruder, der sich mit dem älteren eine Wohnung teilte. Diesem Kammerdiener wurde für seine weitere Mitwirkung am Anschlag auf die Brüder eine Pension und eine hohe Geldsumme versprochen. Ein erster Versuch mit vergiftetem Wein schlug fehl, da ein merkwürdiger Geschmack aufgefallen war.
Anfang April 1670 begaben sich die Brüder auf ein Landgut, um dort die Osterferien zu verbringen. Bei diesem Aufenthalt wurde bei einem Essen eine Ragoutpastete aufgetragen, nach deren Verzehr sieben Personen, unter anderem die beiden Brüder, erkrankten. Am 17. Juni verstarb der ältere Bruder der Marquise, drei Monate später verstarb auch der zweite Bruder. Beide zeigten Symptome einer chronischen Arsenvergiftung: unter anderem starke Abmagerung, Siechtum, Brennen im Magen und häufiges Erbrechen. Die nachfolgende Leichenöffnung ergab Schädigungen von Magen, Zwölffingerdarm und Leber. Ärzte und ein hinzugezogener Apotheker gingen infolgedessen von Giftmord aus. Die Marquise de Brinvilliers verfügte über ein Alibi, da sie sich zu der fraglichen Zeit an einem anderen Ort aufgehalten hatte. La Chaussée galt als der Inbegriff eines treuen Dieners.

### Mordversuch an der Schwester
Um das gesamte Vermögen zu erhalten, das sie bislang mit der Schwester teilen musste, sollte nun auch diese ermordet werden. Thérèse d’Aubray ahnte, dass ihr Gefahr drohte, und prüfte jede Speise, bevor sie sie zu sich nahm. Dies konnte allerdings nicht verhindern, dass sie starb, bevor die Prozesse gegen die Marquise de Brinvilliers beendet waren.

## Aufdeckung der Morde, Prozesse und Hinrichtung

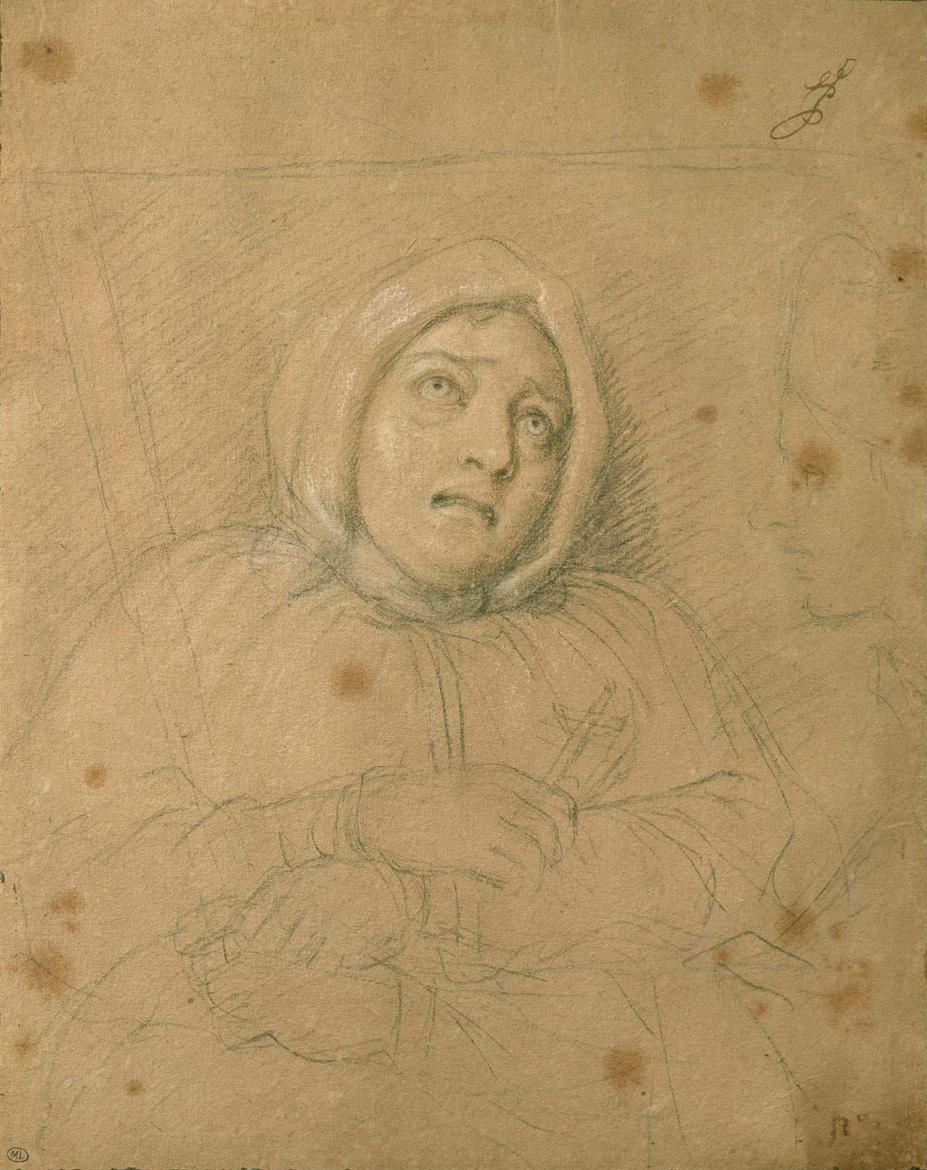
Porträtzeichnung der Marie-Madeleine de Brinvilliers kurz vor ihrer Hinrichtung, von Charles Lebrun, 1676

Aufgedeckt wurden die Mordfälle letztlich durch einen Zufall. Der Chevalier de Sainte-Croix starb am 30. Juli 1672 in seinem Laboratorium, vermutlich an giftigen Gasen. Da er stark verschuldet war, wurde sein Nachlass gerichtlich versiegelt. In diesem Nachlass befand sich auch eine Schatulle mit einem Schreiben, dass dieses Kästchen der Marquise de Brinvilliers zuzustellen sei und der Inhalt nur sie etwas angehe. Des Weiteren befanden sich darin die von ihr ausgestellten Schuldscheine, eine Sammlung unterschiedlichster Gifte und alle Briefe Marie Madeleines an Sainte-Croix. Die Gifte wurden in Tierversuchen ausprobiert und erwiesen sich als tödlich. Die darauf erfolgenden Nachforschungen führten zu mehreren Zeugenaussagen, die den Diener La Chaussée und die Marquise erheblich belasteten. Außerdem verhielt sich La Chaussée sehr auffällig und tauchte schließlich unter. Bei einer Durchsuchung seiner Wohnung wurde weiteres Gift gefunden. Am 4. September 1672 konnte der Kammerdiener schließlich verhaftet werden.
Am 24. März 1673 fand die Hauptverhandlung gegen La Chaussée und – in ihrer Abwesenheit – gegen Marie Madeleine Marquise de Brinvilliers statt. La Chaussée wurde zum Tod durch Rädern und vorherige Folter verurteilt, um vor seiner Hinrichtung mögliche weitere Komplizen erfahren zu können.
Marie Madeleine Marguerite d’Aubray floh zunächst nach England und, als ihr dort die Auslieferung drohte, weiter nach Lüttich in ein Kloster. Die Stadt erklärte sich aber schließlich ebenfalls zur Auslieferung bereit. Durch eine List wurde die Marquise de Brinvilliers aus dem Kloster gelockt und festgenommen.
Als Adelige genoss sie das Privileg, nur durch eine Kammer des Höchstgerichtes verurteilt werden zu dürfen, weshalb eine weitere Hauptverhandlung gegen sie zwischen dem 29. April und 16. Juli 1676 stattfand. Sie wurde zum Tod auf dem Schafott und zur Wasserfolter verurteilt, damit sie noch eventuelle Mitwisser preisgäbe. Nach der Hinrichtung am 17. Juli 1676 wurde ihr Körper verbrannt und ihre Asche in alle Winde verstreut.
Der Weg der Brinvilliers zur Hinrichtung wurde in einem am Hinrichtungstag verfassten Brief der Marquise de Sévigné so beschrieben:

„Um sechs Uhr brachte man sie im Hemd und mit dem Strick um den Hals, auf Stroh liegend, nach Notre-Dame, um Abbitte zu leisten. Dann fuhr man sie auf demselben Karren weiter. Ich sah sie, rückwärts darin liegend auf dem Stroh, nur mit einem Hemd und einer niedrigen Haube bekleidet; ein Geistlicher neben ihr und der Henker auf der andere Seite; wahrhaftig, mich schauderte. Die, welche der Hinrichtung beigewohnt haben, sagen, dass sie mutig das Schafott bestiegen hat. […] Noch nie sah ich eine solche Volksmenge, und nie war Paris so bewegt und gespannt.“

## Weitere der Marquise nachgesagte Taten
Brinvilliers wurden noch weitere Morde nachgesagt:
- So soll sie, um das Gift vor dem Anschlag auf ihren Vater auszuprobieren, vergifteten Zwieback an Arme, insbesondere im Hospital Hôtel-Dieu in Paris verteilt haben.[5]
- Die Marquise soll das Gift erst an Tieren und Krankenhauspatienten getestet haben, bevor sie ihren Vater qualvoll tötete.[3]
- Sie soll ihrer Kammerzofe ein Gericht aus vergifteten Johannisbeeren und Schinken gegeben haben, woran diese erkrankte, aber nicht verstarb (Aussage der Zofe).[6]
- Der Haushofmeister und zeitweilige Liebhaber der Marquise Briancourt behauptete in seiner Zeugenaussage, nur knapp einem Mordanschlag entgangen zu sein, da er bei einem Treffen mit Brinvilliers den Chevalier de Sainte-Croix in Lumpen gehüllt im Kamin versteckt bemerkt haben wollte (Aussage des Haushofmeisters).[6]
- Des Weiteren soll sie behauptet haben, eines ihrer Kinder vergiftet zu haben (niedergelegt im Lütticher Geständnis).[6]
- Schließlich soll die Marquise de Brinvilliers versucht haben, ihren Ehemann zu vergiften, um Sainte-Croix heiraten zu können. Dies sei nur dadurch verhindert worden, dass der Chevalier sie nicht hätte heiraten wollen und dem Gatten heimlich ein Gegengift gegeben habe.[4]

## Folgen
In der Folge der Todesfälle um die Marquise de Brinvilliers wurde durch König Ludwig XIV. als Sondergericht eine Chambre ardente (franz., „glühende Kammer“) eingerichtet, die Cour des poisons genannt wurde. Diese Kammer war von 1677 bis 1680 tätig. Viele Personen aus den obersten Klassen der Gesellschaft – bis hin zu Personen aus dem unmittelbaren Umfeld des Königs – wurden vor die Schranken dieses Gerichtes geladen. Zu den Folgeprozessen gehörte auch der gegen die Giftmischerin Catherine Monvoisin, genannt „La Voisin“. Die Vorgänge sind bekannt als „Giftaffäre“.
Die Nachforschungen im Zusammenhang mit den Taten richteten sich auch gegen den angesehenen Apotheker und Chemiker Christophe Glaser, aus dessen Apotheke die Marquise und der Chevalier Sainte-Croix die nötigen Chemikalien bezogen hatten. Dieser wurde zwar entlastet, aber in der Folge wurde Apothekern und Drogisten in Frankreich gesetzlich auferlegt, ein sogenanntes Giftbuch zu führen, in dem die Namen der Käufer von Giften aufgeführt werden mussten.

## Der Fall der Marquise in Literatur und Kultur
Der Fall der Marquise de Brinvilliers ist sowohl kriminalistisch als auch künstlerisch vielfach bearbeitet worden. Bekannt wurde er vor allem durch die auf den Prozessakten beruhende Darstellung in François Gayot de Pitavals zwanzigbändigen Causes célèbres et intéressantes, avec les jugemens qui les ont décidées, einer Sammlung von Kriminalfällen, die ursprünglich den Juristennachwuchs an die Erfordernisse bei der Ermittlung und Aufklärung von Fällen heranführen sollte, sich aber auch beim allgemeinen Publikum großer Beliebtheit erfreute. Der Fall der Marquise de Brinvilliers regte hierbei mehr als andere die Phantasie an und ihr Name wurde sprichwörtlich für Giftmörderinnen; so bezeichnete Anselm von Feuerbach beispielsweise die mehrfache Giftmörderin Anna Margaretha Zwanziger (1760–1811) als „die deutsche Brinvilliers“.
Uneins waren die Interpreten des Kriminalfalles darüber, ob es sich bei der Marquise de Brinvilliers um eine charakterschwache Verführte oder um eine habgierige Verführerin handele. Während Maximilian Jacta in den 1960er Jahren im Sammelband Berühmte Strafprozesse das Bild einer von Sainte-Croix manipulierten Frau zeichnet, betont die Autorin Brigitte Luciani, dass die Marquise skrupellos und spielsüchtig gewesen sei und Kinder von verschiedenen Männern bekommen habe.

### Opern
Die Marquise de Brinvilliers lieferte Stoff für verschiedene Opern, so für die von François-Adrien Boïeldieu, Daniel-François-Esprit Auber, Désiré Alexandre Batton, Henri Montan Berton, Felice Blangini, Michele Carafa, Luigi Cherubini, Ferdinando Paër geschriebene Oper La Marquise de Brinvilliers (1831); für die von Eugène Scribe geschriebene Oper La Marquise de Brinvilliers (uraufgeführt am 31. Oktober 1831 in der Opéra-Comique in Paris); und die von Louis Joseph Ferdinand Hérold verfasste Oper La Marquise de Brinvilliers, (komponiert 1831).

### Verfilmungen/Theaterstücke
Herbert Asmodi schuf mit Die Marquise von B. ein zweiteiliges Fernsehspiel für das ZDF (1970) mit Heidelinde Weis in der Hauptrolle.
Er verfasste auch das Theaterstück Marie von Brinvilliers, Liebende, Giftmischerin und Marquise als Komödie (1971). 
Das französische Fernsehspiel La marquise des ombres von Edouard Niermans aus dem Jahr 2010, mit Anne Parillaud in der Titelrolle, griff den Fall auf.

### Bildliche Darstellungen

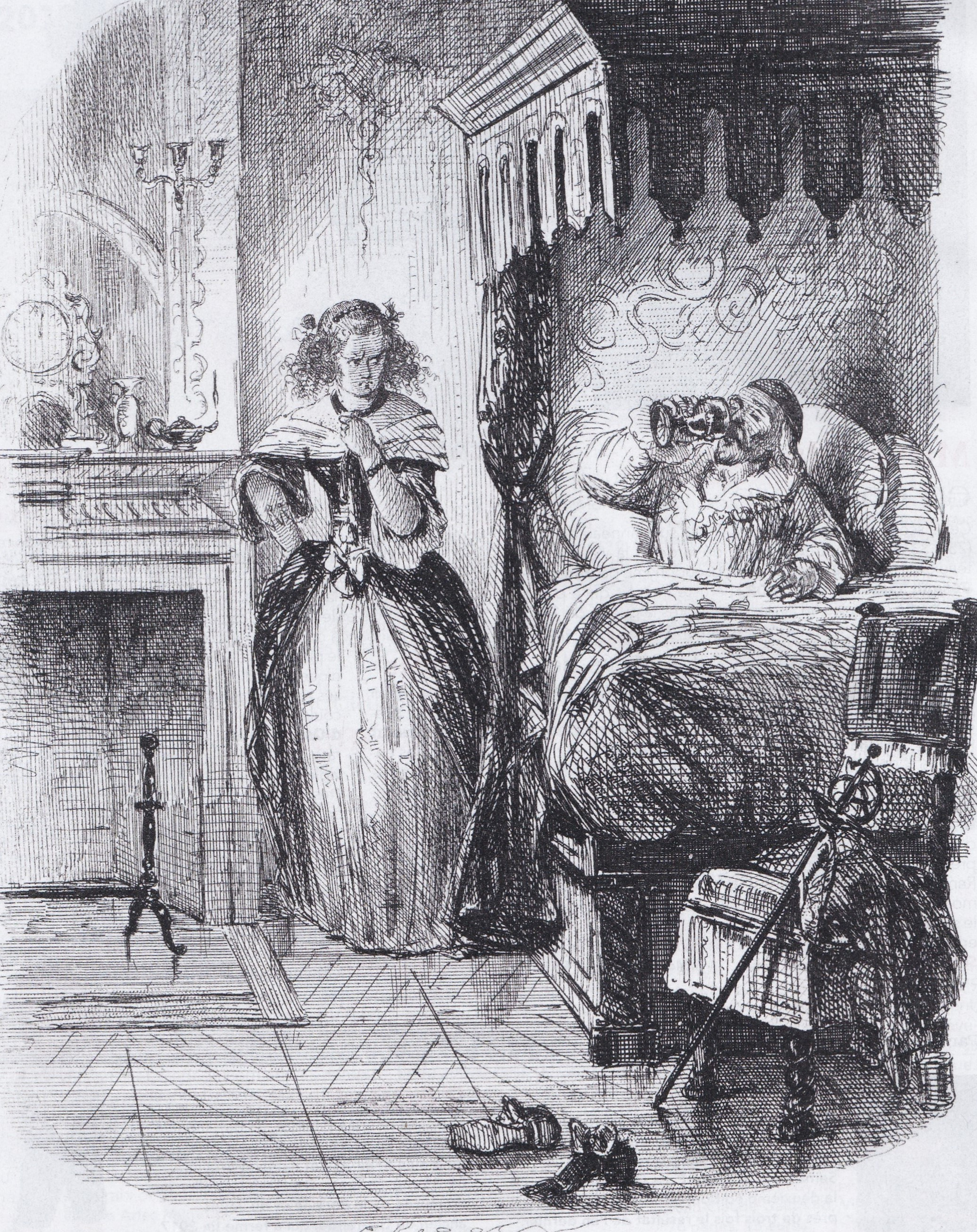
Die Marquise de Brinvilliers vergiftet ihren Vater, Künstler unbekannt, 20. Jahrhundert
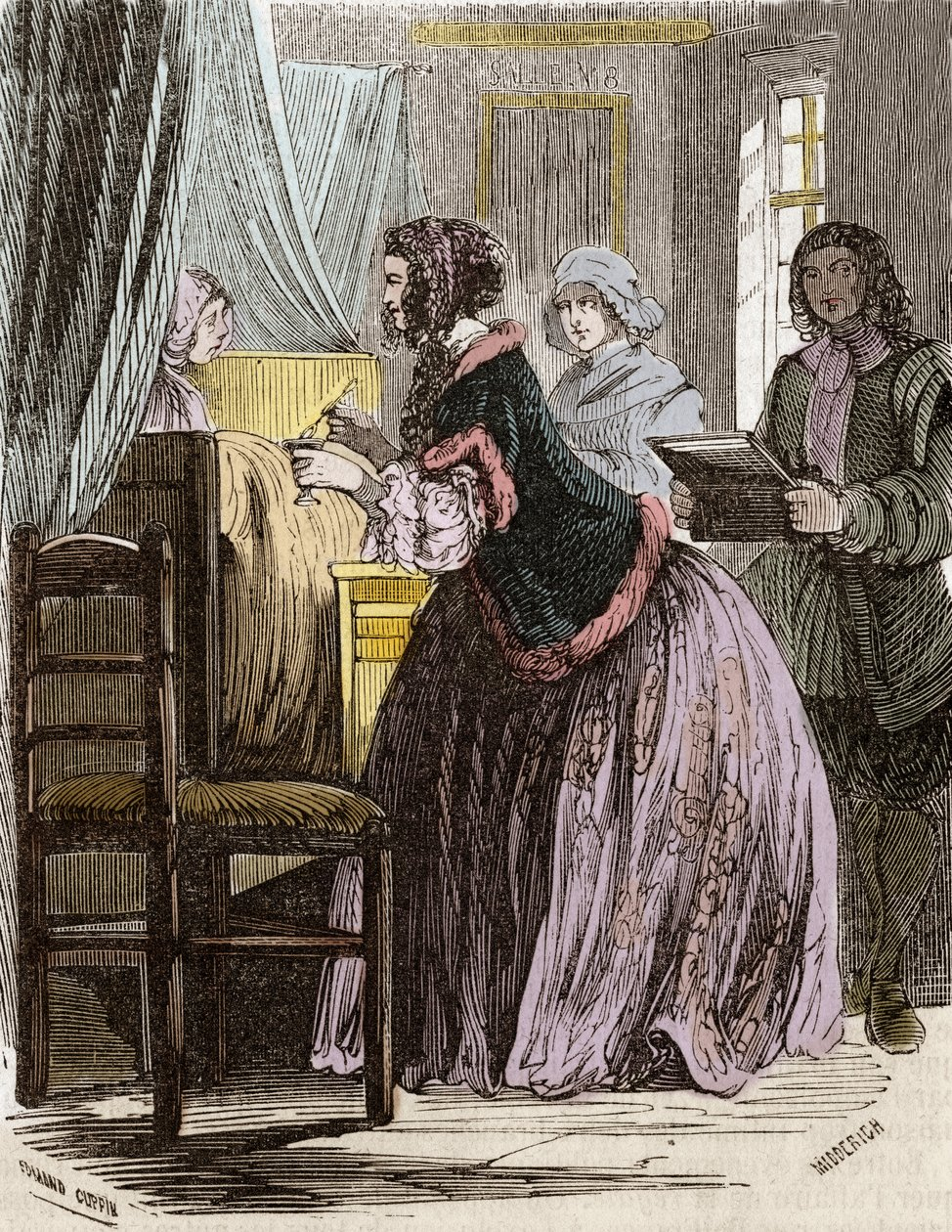
Bei ihrer Tatausführung, von Edmond Coppin, 19. Jahrhundert
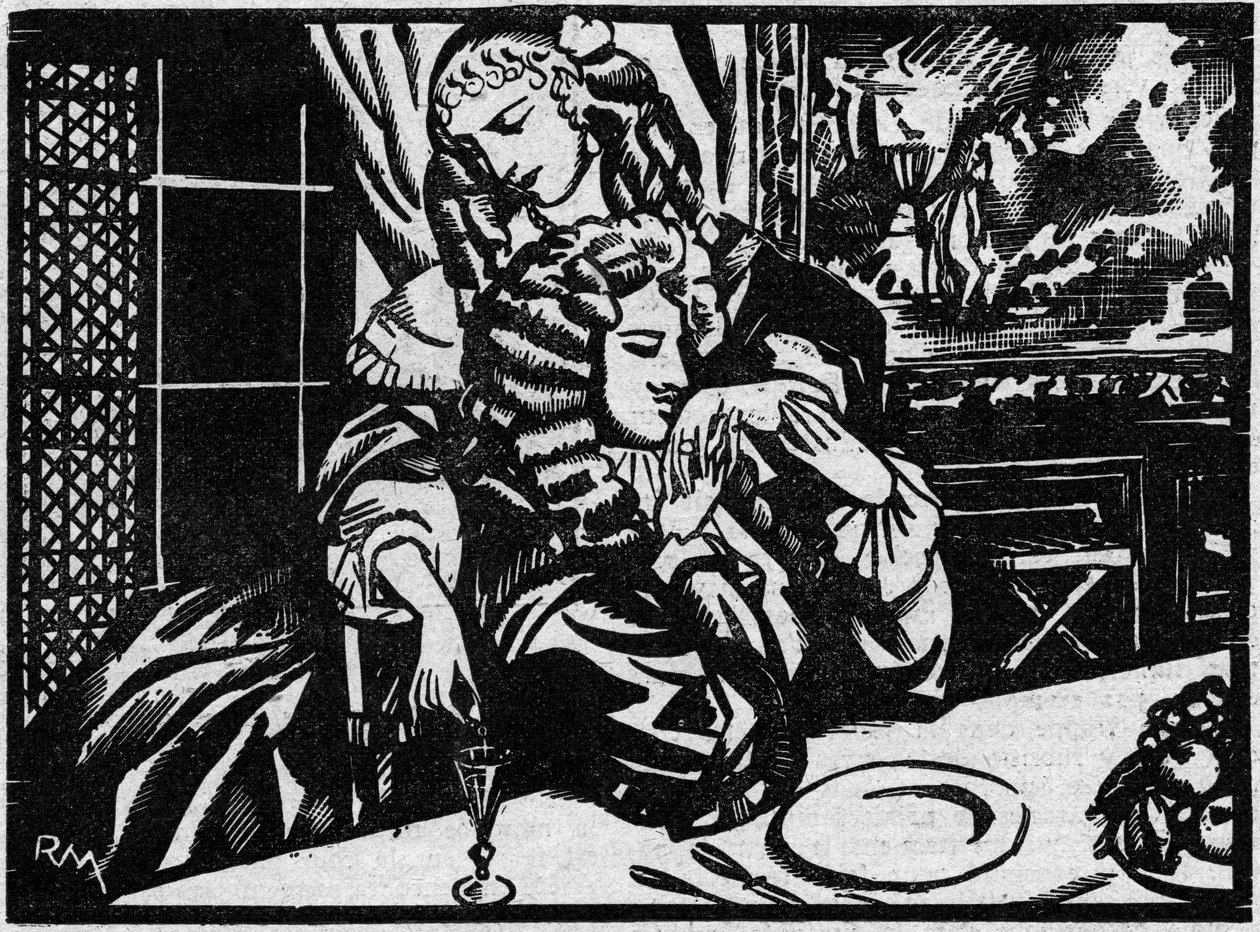
Mit einem Opfer,  Illustration in Le Petit Journal illustré, 1931
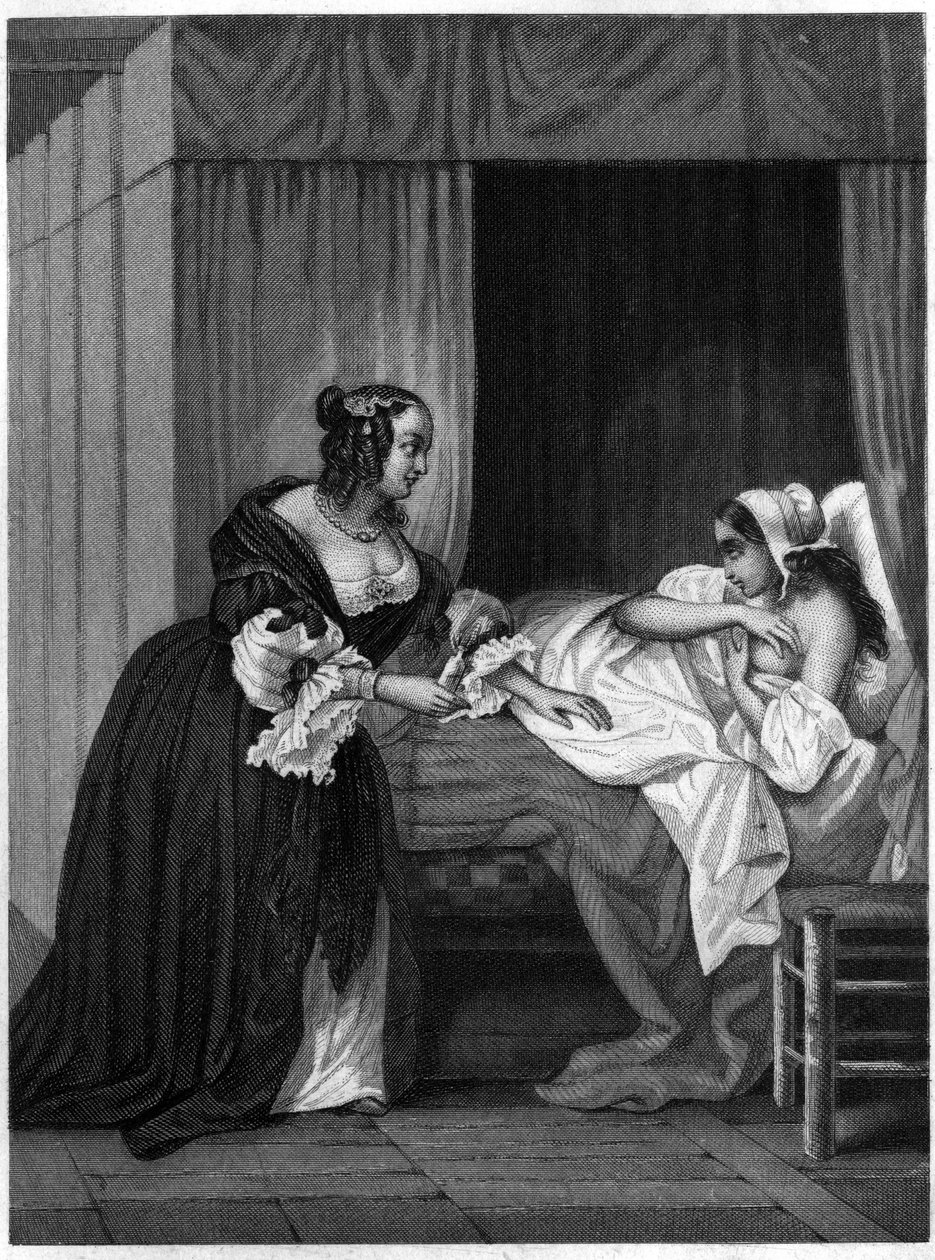
Bei der Tatausführung im Hôtel-Dieu, nach Joseph Guillaume Bourdet, 1840
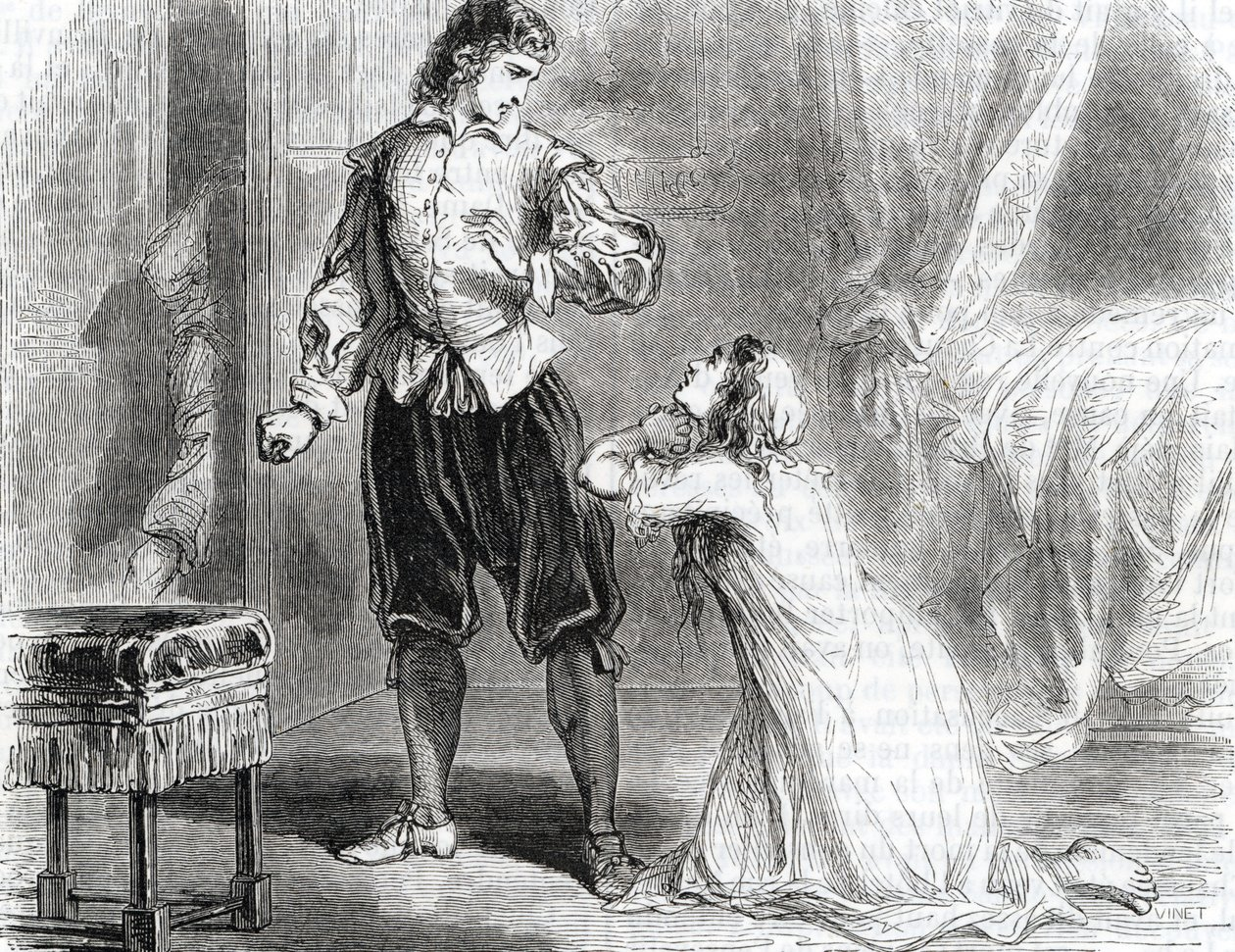
Flehend zu Füßen von Briancourt, Illustration in Causes célèbres de tous les peuples, 1861
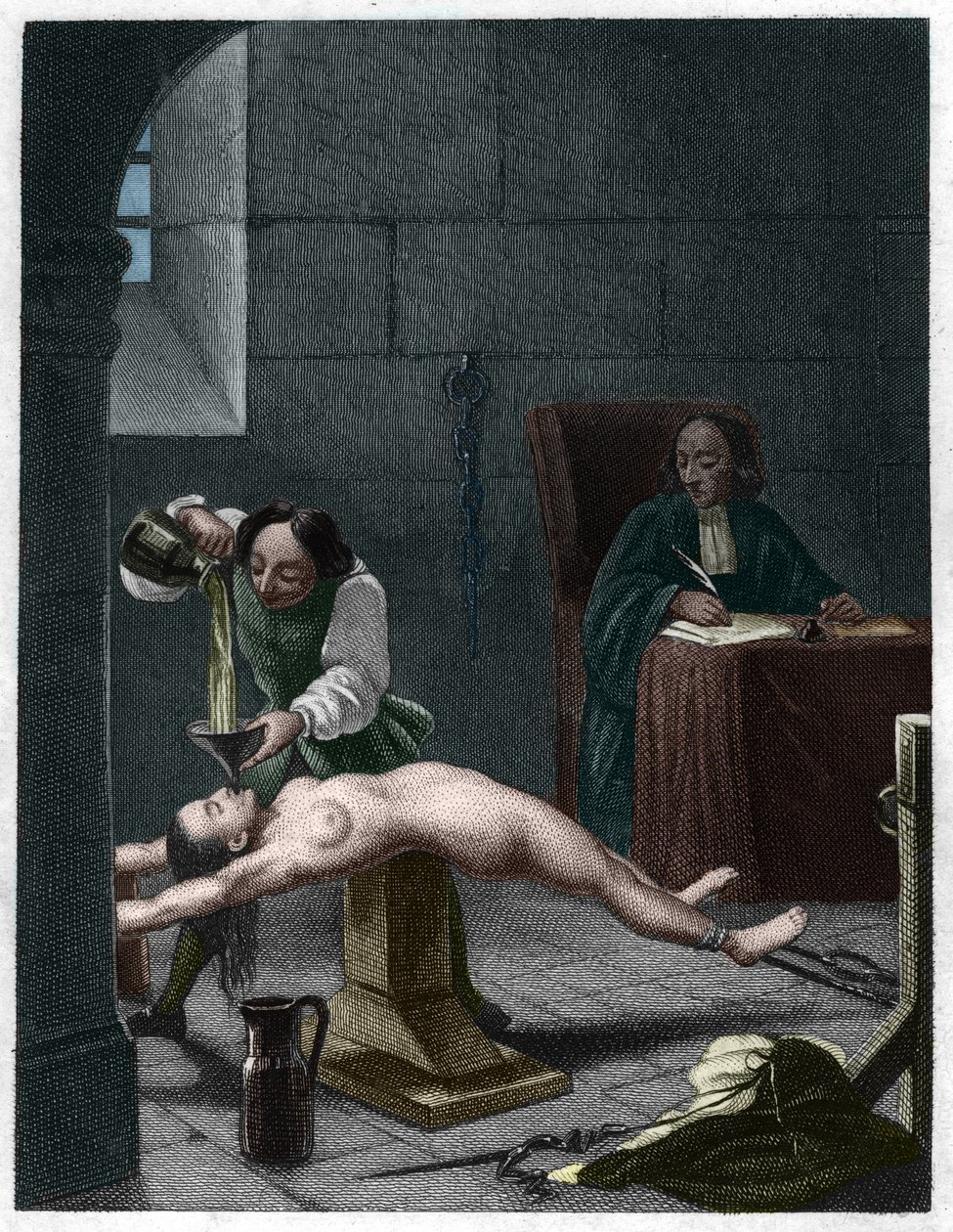
Bei der Folter, Alphonse Boilly, 19. Jahrhundert
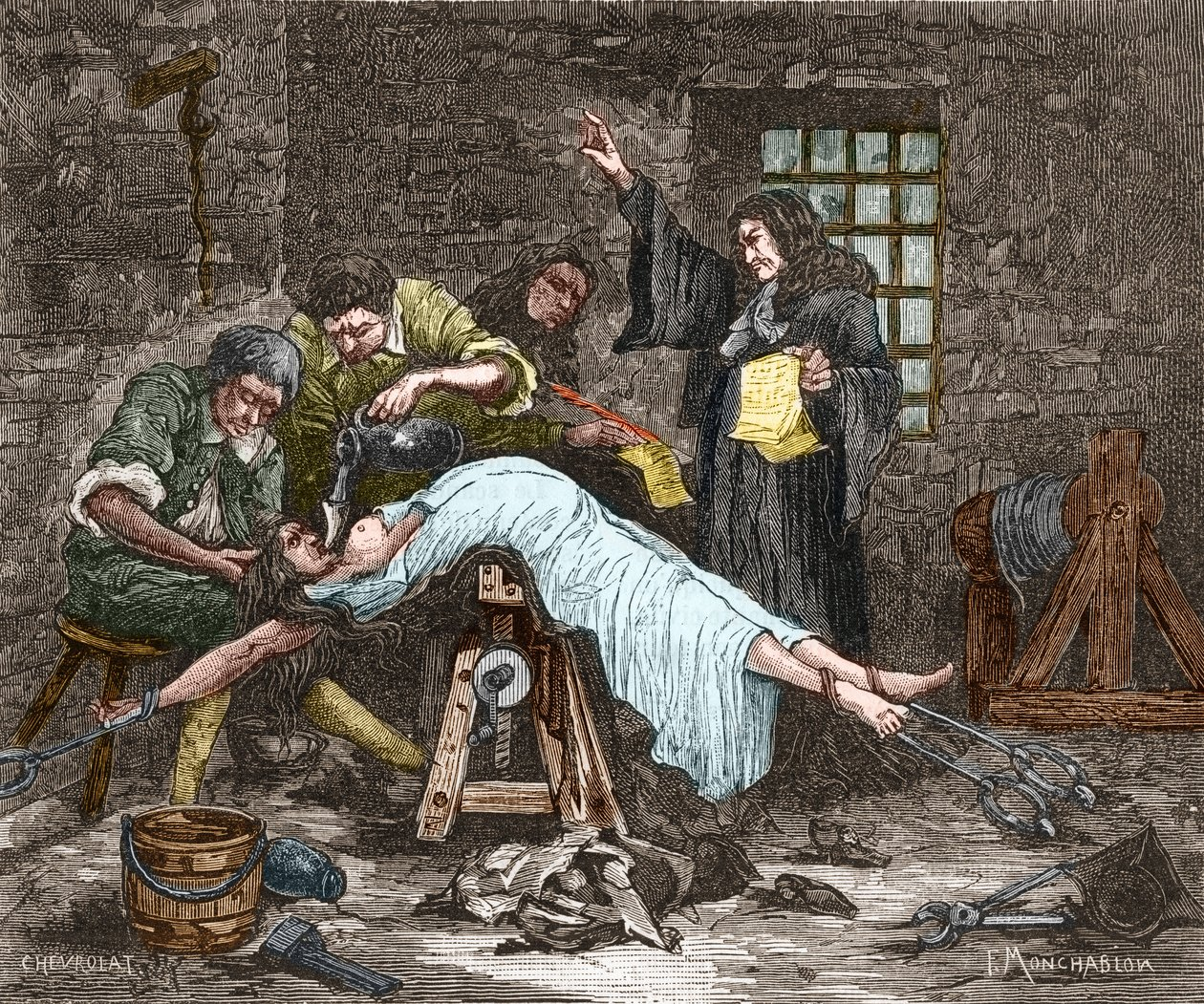
Bei der Folter, nach Jan Monchablon, 19. Jahrhundert
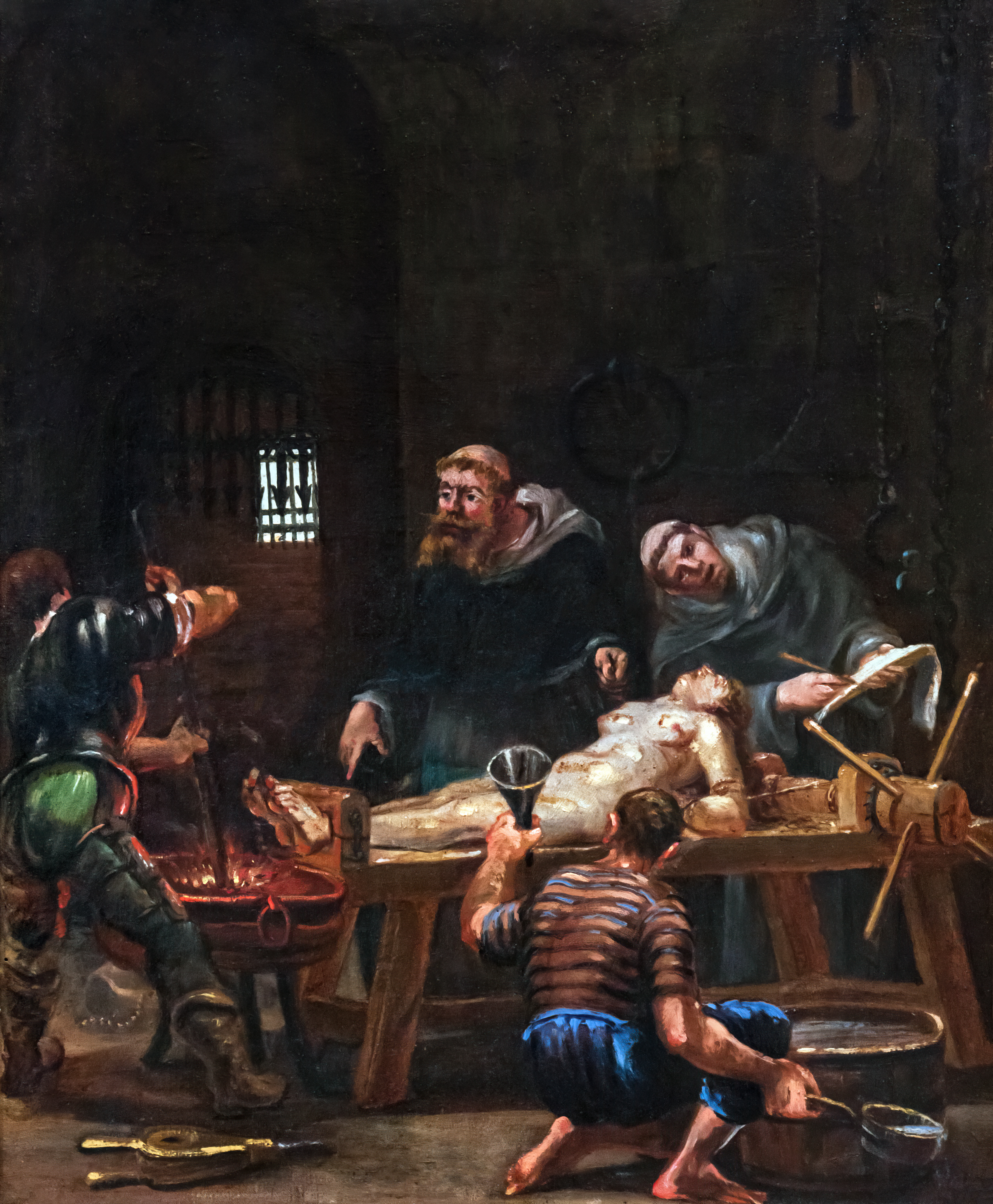
Jean-Baptiste Cariven: Die Folter der Marquise de Brinvilliers (1878)
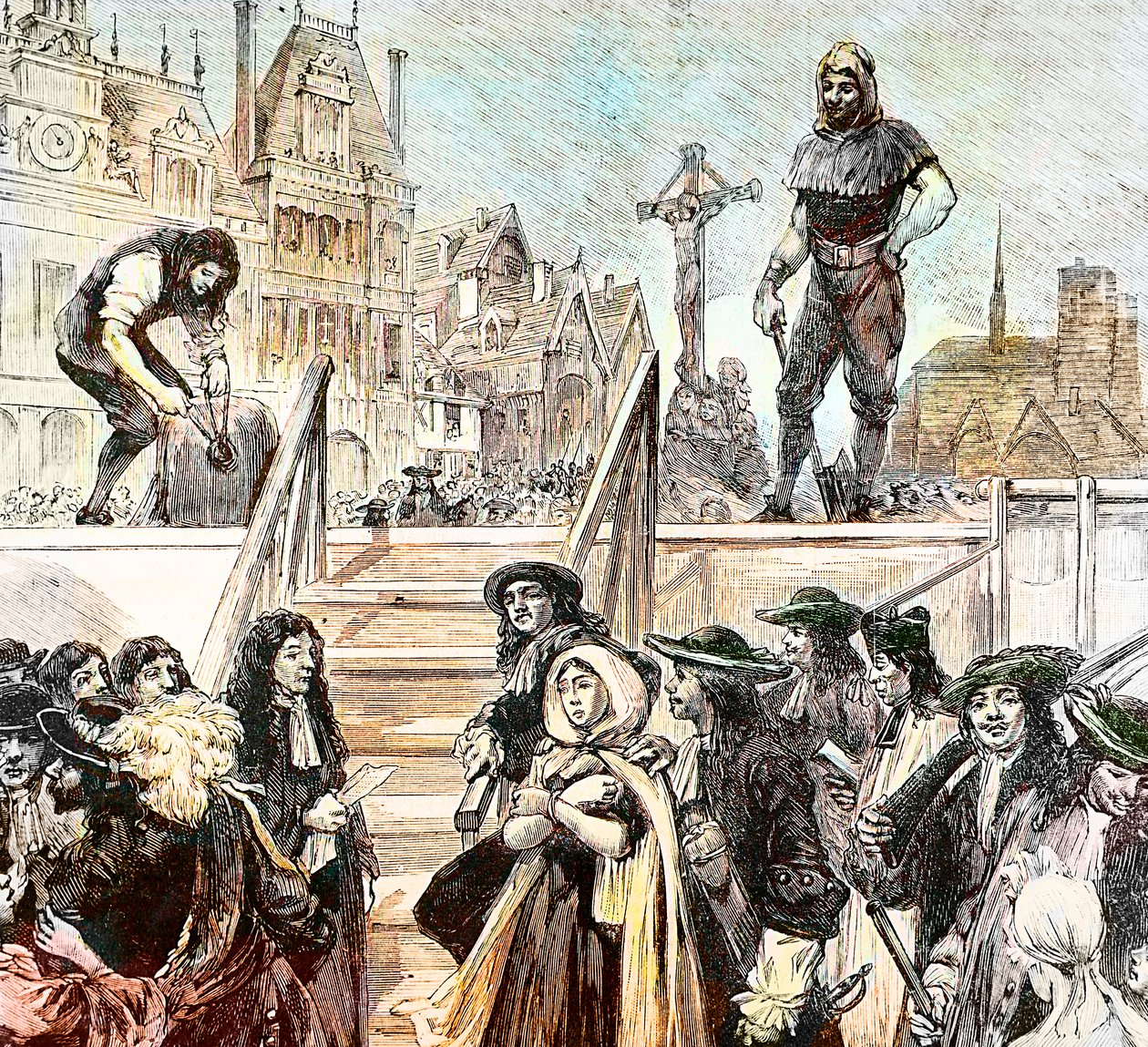
Bei der Hinrichtung, Amédée Daudenarde, vor 1907